# Anneli Andelén
Anneli Andelén, född 21 juni 1968, är en svensk före detta fotbollsspelare. Hon har spelat näst flest landskamper av spelarna i den tidigare toppklubben Öxabäck IF, endast Lena Videkull har fler.

## Biografi
Andelén föddes och växte upp i Älvsered. Hon kom till Öxabäck IF 1983 vid 15 års ålder, och var med om klubbens andra klättring till toppen, som efter ha vunnit det första svenska mästerskapet 1973, det tredje 1975 och det sjätte 1979, hade varit i en svacka. Med Andelén blev Öxabäck återigen ett storlag, och hon hjälpte till att vinna serien två gånger (senast 1988) och cupen 6 gånger på 7 år. Andelén blev skyttedrottning i Damallsvenskans 1992, 1993 och 1994. 1993 vann hon även Diamantbollen. 1995 påbörjade Andelén en professionell karriär i japanska L. League. Andelén blev en succé, och i sin tredje säsong för Suzuyo Shimizu blev hon seriens skyttedrottning och uttagen i årets lag. Men 1999 fick hon precis som alla andra professionella spelare sitt kontrakt avslutat. Efter detta slutade Andelén som fotbollsspelare.
I landslaget har Andelén varit med och spelat i VM i Kina 1991, där hon gjorde tre mål. Andelén var även med i VM på hemmaplan fyra år senare. Hon gjorde ett mål i den turneringen. Hon var också med och vann silver i EM 1995, och gjorde reduceringsmålet för Sverige mot Tyskland i den näst sista minuten av ordinarie tid i finalen.

## Privatliv
Andelén arbetade i familjeföretaget Maa såg, och var vid företagets försäljning 2018 dess verkställande direktör. Hon har efter det engagerat sig politiskt för centerpartiet i Falkenbergs kommun.
Den 6 juni 2008 ingick Andelén partnerskap.